# International Emmy Founders Award
Le International Emmy Founders Award est décerné par l' Académie Internationale des Arts et des Sciences de la Télévision (IATAS) aux personnes dont les réalisations créatives ont contribué d'une manière ou d'une autre à la qualité de la production télévisuelle mondiale. La cérémonie de remise des prix a lieu à New York depuis 1980. 

## Palmarès

### Années 1980
- 1980 : Jim Henson,  États-Unis
- 1981 : Shaun Sutton,  États-Unis
  - Roone Arledge,  États-Unis
- 1982 : Michael Landon,  États-Unis
- 1983 : Herbert Brodkin,  États-Unis
- 1984 : David L. Wolper,  États-Unis
- 1985 : David Attenborough,  États-Unis
- 1986 : Donald L. Taffner,  États-Unis
- 1987 : Jacques-Yves Cousteau,  France
- 1988 : Goar Mestre,  Argentine
- 1989 : Paul Fox,  Royaume-Uni

### Années 1990
- 1990 : Joan Ganz Cooney,  États-Unis
- 1991 : Adrian Cowell,  Royaume-Uni
- 1992 : Bill Cosby,  États-Unis
- 1993 : Richard Dunn,  Royaume-Uni
- 1994 : Film on Four: Channel 4,  Royaume-Uni
- 1995 : Don Hewitt,  États-Unis
- 1996 : Reg Grundy,  Australie
- 1997 : Jac Venza,  États-Unis
- 1998 : Robert Halmi Sr.,  Hongrie
- 1999 : Hisashi Hieda,  Japon

### Années 2000
- 2000 : John Hendricks,  États-Unis
- 2001 : Pierre Lescure,  France
- 2002 : Sir Howard Stringer,  Royaume-Uni
- 2003 : HBO,  États-Unis
- 2004 : MTV International,  États-Unis
- 2005 : Oprah Winfrey,  États-Unis
- 2006 : Steven Spielberg,  États-Unis
- 2007 : Al Gore,  États-Unis
- 2008 : Dick Wolf,  États-Unis
- 2009 : David Frost,  Royaume-Uni

### Années 2010
- 2010 : Simon Cowell,  Royaume-Uni
- 2011 : Nigel Lythgoe,  Royaume-Uni
- 2012 : Ryan Murphy,  États-Unis
  - Norman Lear,  États-Unis
  - Alan Alda,  États-Unis
- 2013 : J. J. Abrams,  États-Unis
- 2014 : Matthew Weiner,  États-Unis
- 2015 : Julian Fellowes,  Royaume-Uni
- 2016 : Shonda Rhimes,  États-Unis
- 2018 : Greg Berlanti,  États-Unis
- 2019 : David Benioff & D. B. Weiss[1],  États-Unis

### Années 2020
- 2020 : Andrew Cuomo  (prix retiré),  États-Unis
- 2022 : Ava DuVernay[2],  États-Unis
- 2023 : Jesse Armstrong[3],  Royaume-Uni
- 2024 : David E. Kelley[4],  États-Unis